# Super Robot Wars
Super Robot Wars (スーパーロボット大戦?, Sūpā Robotto Taisen) anche conosciuto con il titolo Super Robot Taisen nel mercato occidentale, è una serie di videogiochi prodotti da Banpresto, usciti per svariate piattaforme nel corso degli anni. Si tratta di videogiochi strategici a turni con elementi strategici, che vedono come protagonisti mecha e relativi piloti appartenenti a svariati franchise giapponesi come Getter Robot, Mazinga e Gundam oltre che a personaggi realizzati appositamente. A parte rare eccezioni, questi titoli non sono stati mai esportati al di fuori del suolo nipponico: questo perché i diritti per le licenze dei franchise presenti nei giochi, a differenza che in Giappone, in occidente sono di proprietà di aziende diverse.
Il primo episodio della serie, intitolato semplicemente Super Robot Wars, è stato pubblicato per Game Boy nel 1991; il primo titolo uscito in occidente è stato Super Robot Wars: Original Generation, intitolato come Super Robot Taisen: Original Generation, pubblicato nel 2002 da Atlus per Game Boy Advance e dotato di personaggi originali.

## Modalità di gioco
Tutti i videogiochi della serie seguono una struttura base: quando inizia un livello, il giocatore ascolta un dialogo fra i personaggi del gioco, che introducono l'atmosfera in cui si svolgerà la battaglia. Per completare un livello, il giocatore dovrà completare tutti gli obiettivi che gli sono stati imposti. Alcuni livelli sono più lunghi degli altri, e suddivisi in più missioni, o eventualmente hanno più obiettivi che vengono aggiunti a livello iniziato. Sul campo di battaglia, il personaggio del giocatore ed il proprio avversario combattono a turni, ordinando al proprio mecha i movimenti da effettuare, come spostamenti e attacchi, nel classico stile dei videogiochi strategici a turni. Un particolare tipo di attacco sono gli "Spirit Commands", una serie di pseudo magie, uniche per ogni pilota. Una volta che viene completato un livello, il giocatore assiste ad una nuova serie di dialoghi fra i personaggi, prima di essere portato al menù di gioco, dove gli viene data la possibilità di migliorare il proprio mecha, installando nuove parti o migliorare le caratteristiche del proprio pilota, prima di procedere al livello successivo.
Alcuni videogiochi della serie hanno anche alcuni contenuti nascosti a cui è possibile accedere soltanto se si completano determinati obiettivi "aggiuntivi" (quindi al di fuori della storia del gioco) o se si verifica una particolare sequenza di eventi. Alcuni di questi contenuti nascosti consistono in livelli extra, finali alternativi, nuovi personaggi selezionabili o aggiornamenti speciali per i propri mecha.

## Trama
Nella maggior parte dei videogiochi della serie, il giocatore seleziona, oppure gli viene imposto, un personaggio originale della Banpresto ed il relativo mecha, che è collegato alla trama generale che unisce gli avvenimenti degli anime costituenti per il gioco. Alcune serie anime intrecciano persino le proprie trame fra loro e con quella del videogioco come  in Super Robot Wars Alpha, dove White Fang, personaggio di Gundam Wing si allea con Paptimus Scirocco di Mobile Suit Zeta Gundam, creando un'unica fazione nemica.
Un aspetto degno di nota dei videogiochi Super Robot Wars è che raramente si assiste alla morte di un personaggio, a meno che non avvenga per motivi di trama. Inoltre alcuni nemici possono essere convinti (di solito quelli che non sono completamente malvagi, o che hanno buone intenzioni) a passare dalla parte del bene ed unirsi al giocatore, indipendentemente da ciò che accadeva nella loro serie di appartenenza.

## Lista dei videogiochi della serie
| Anno | Titolo                                                          | Console                                           | Altre versioni                                                             |
| ---- | --------------------------------------------------------------- | ------------------------------------------------- | -------------------------------------------------------------------------- |
| 1991 | Super Robot Wars                                                | Game Boy                                          | 2014: PlayStation 3, PlayStation Vita                                      |
| 1991 | 2nd Super Robot Wars                                            | Nintendo Entertainment System                     | 1995: Game Boy 1999: PlayStation 2004: Game Boy Advance 2015: Nintendo 3DS |
| 1993 | 3rd Super Robot Wars                                            | Super Nintendo Entertainment System               | 1999: PlayStation                                                          |
| 1994 | Super Robot Wars EX                                             | Super Nintendo Entertainment System               | 1999: PlayStation                                                          |
| 1995 | 4th Super Robot Wars                                            | Super Nintendo Entertainment System               | 1996: Playstation                                                          |
| 1996 | Super Robot Wars Gaiden: Masō Kishin – The Lord Of Elemental    | Super Nintendo Entertainment System               | 2010: Nintendo DS 2012: Playstation Portable                               |
| 1996 | Neo Super Robot Wars                                            | PlayStation                                       |                                                                            |
| 1997 | Super Robot Wars F                                              | Sega Saturn                                       | 1998: PlayStation                                                          |
| 1998 | Super Robot Wars F Final                                        | Sega Saturn                                       | 1999: PlayStation                                                          |
| 1999 | Super Robot Wars Compact                                        | WonderSwan                                        | 2001: WonderSwan Color                                                     |
| 1999 | Super Robot Wars 64                                             | Nintendo 64                                       |                                                                            |
| 2000 | Super Robot Wars Compact 2                                      | WonderSwan                                        |                                                                            |
| 2000 | Super Robot Wars Alpha                                          | Playstation                                       | 2001: Dreamcast                                                            |
| 2001 | Super Robot Wars Alpha Gaiden                                   | Playstation                                       |                                                                            |
| 2001 | Super Robot Wars A                                              | Game Boy Advance                                  | 2008: Playstation Portable                                                 |
| 2002 | Super Robot Wars Impact                                         | Playstation 2                                     |                                                                            |
| 2002 | Super Robot Wars R                                              | Game Boy Advance                                  |                                                                            |
| 2002 | Super Robot Wars: Original Generation                           | Game Boy Advance                                  |                                                                            |
| 2003 | 2nd Super Robot Wars Alpha                                      | Playstation 2                                     |                                                                            |
| 2003 | Super Robot Wars Compact 3                                      | WonderSwan Color                                  |                                                                            |
| 2003 | Super Robot Wars D                                              | Game Boy Advance                                  |                                                                            |
| 2004 | Super Robot Wars MX                                             | Playstation 2                                     | 2005: Playstation Portable                                                 |
| 2004 | Super Robot Wars GC                                             | GameCube                                          | 2006: Xbox 360                                                             |
| 2005 | Super Robot Wars: Original Generation 2                         | Game Boy Advance                                  |                                                                            |
| 2005 | 3rd Super Robot Wars Alpha                                      | Playstation 2                                     |                                                                            |
| 2005 | Super Robot Wars J                                              | Game Boy Advance                                  |                                                                            |
| 2007 | Super Robot Wars W                                              | Nintendo DS                                       |                                                                            |
| 2007 | Super Robot Wars Original Generations                           | Playstation 2                                     |                                                                            |
| 2007 | Super Robot Wars Original Generation Gaiden                     | Playstation 2                                     |                                                                            |
| 2008 | Super Robot Wars Z                                              | Playstation 2                                     |                                                                            |
| 2009 | Super Robot Wars Z: Special Disc                                | Playstation 2                                     |                                                                            |
| 2009 | Super Robot Wars K                                              | Nintendo DS                                       |                                                                            |
| 2009 | Super Robot Wars NEO                                            | Nintendo Wii                                      |                                                                            |
| 2010 | Super Robot Wars L                                              | Nintendo DS                                       |                                                                            |
| 2011 | Super Robot Wars Z2: Hakai-Hen                                  | Playstation Portable                              |                                                                            |
| 2012 | Super Robot Wars Z2.2: Saisei-Hen                               | Playstation Portable                              |                                                                            |
| 2012 | Super Robot Wars OG Saga: Masō Kishin 2: Revelation of Evil God | Playstation Portable                              |                                                                            |
| 2012 | 2nd Super Robot Wars Original Generation                        | Playstation 3                                     |                                                                            |
| 2013 | Super Robot Wars UX                                             | Nintendo 3DS                                      |                                                                            |
| 2013 | Super Robot Wars Operation Extend                               | Playstation Portable                              |                                                                            |
| 2013 | Super Robot Wars OG Saga: Masō Kishin III – Pride of Justice    | PlayStation 3, PlayStation Vita                   |                                                                            |
| 2014 | 3rd Super Robot Wars Z                                          | PlayStation 3, PlayStation Vita                   |                                                                            |
| 2014 | Super Robot Wars OG Saga: Masō Kishin F – Coffin of the End     | PlayStation 3                                     |                                                                            |
| 2015 | Super Robot Wars BX                                             | Nintendo 3DS                                      |                                                                            |
| 2016 | Super Robot Wars OG: The Moon Dwellers                          | PlayStation 3, PlayStation 4                      |                                                                            |
| 2017 | Super Robot Wars V                                              | PlayStation 4, PlayStation Vita                   | 2019: Nintendo Switch, Steam                                               |
| 2018 | Super Robot Wars X                                              | PlayStation 4, PlayStation Vita                   | 2020: Nintendo Switch, Steam                                               |
| 2019 | Super Robot Wars T                                              | PlayStation 4, Nintendo Switch                    |                                                                            |
| 2021 | Super Robot Wars 30                                             | PlayStation 4, Nintendo Switch, Microsoft Windows |                                                                            |
| 2025 | Super Robot Wars Y                                              | PlayStation 5, Nintendo Switch, Microsoft Windows |                                                                            |

## Media collegati

### Anime
Masō Kishin Cybuster, vagamente ispirato alla storia del primo mecha originale creato dalla Banpresto per Super Robot Wars, è un anime di ventisei episodi, che include personaggi creati per il videogioco ed altri creati appositamente per l'anime.
Nel maggio 2005, la Banpresto ha pubblicato l'OVA Super Robot Wars Original Generation: The Animation, pseudo sequel in tre episodi del secondo videogioco della serie originale. L'OVA è stato seguito da Super Robot Wars Original Generation: Divine Wars, una versione alternativa della trama del primo videogioco della serie originale.

### Manga
Sono stati pubblicati numerosi adattamenti manga che raccontano le storie di vari titoli della serie. Super Robot Wars Divine Wars (スーパーロボット大戦OG ディバイン・ウォーズ?) di Akihiro Kimura è un adattamento di Divine Wars pubblicato in sei volumi fra il 2006 ed il 2009. Nel frattempo Super Robot Wars Divine Wars - Record of ATX (スーパーロボット大戦OG ディバイン・ウォーズ Record of ATX?) è un manga di Tatsunosuke Yatsufusa che racconta una storia simile, ma dal punto di vista del team ATX. Super Robot Wars OG Chronicle (スーパーロボット大戦OGクロニクル?) è una serie di brevi storie che si svolgono nel corso della linea narrativa della Original Generation, scritte e disegnate da vari autori. Alcune storie di Super Robot Wars OG Chronicle sono state incluse nel videogioco Super Robot Wars Original Generation Gaiden. Chokijin RyuKoOh Denki (超機人 龍虎王伝奇?, Chōkijin Ryūkoō Denki), è una serie di due volumi di Masaaki Fujihara in cui vengono raccontate le storie delle macchine conosciute come Chokijin.

### Musica
Il gruppo JAM Project, consistente di vari musicisti veterani delle classiche serie anime robotiche, come Ichirou Mizuki, Hironobu Kageyama, Rica Matsumoto, Eizo Sakamoto, Masaaki Endoh, Hiroshi Kitadani, Masami Okui e Yoshiki Fukuyama, ha contribuito alla colonna sonora di alcuni titoli della serie Super Robot Wars, normalmente interpretando le sigle di apertura e di chiusura dei videogiochi. La serie ha generato anche una serie di concerti ed album chiamati Super Robot Spirits, in cui il gruppo JAM Project oltre ad eseguire i brani di Super Root Wars si è esibito nelle cover di alcune sigle di anime robotici classici.